# تيدي كوليك
ثيودور «تيدي» كوليك ((بالعبرية: טדי קולק)، 27 مايو 1911 - 2 يناير 2007) كان سياسياً إسرائيلياً، شغل منصب عمدة بلدية القدس بين عامي 1965 و1993، وهو مؤسس مؤسسة القدس. أُعيد انتخاب كوليك خمس مرات، في عوكان ذلك في الأعوام 1969، 1973، 1978، 1983 و1989. بعد ترشحه لولاية سابعة في 1993 في عمر 82، خسر أمام مرشح الليكود ورئيس وزراء إسرائيل المستقبلي إيهود أولمرت.
خلال فترة ولايته، شهدت القدس عدة تغييرات، خاصةً بعد احتلال الجزء الشرقي منها في عام 1967. كان يُطلق عليه إسرائيليًا «أعظم بناء للقدس منذ هيرودس».

### قراءة معمقة
- Ruth Bachi-Kolodny 2008, "Teddy Kollek. The Man, His Life and His Jerusalem", Gefen Publishing House. (ردمك 978-965-229-417-3)

## وصلات خارجية
- تيدي كوليك على موقع IMDb (الإنجليزية)
- تيدي كوليك على موقع الموسوعة البريطانية (الإنجليزية)
- تيدي كوليك على موقع مونزينجر (الألمانية)
- تيدي كوليك على موقع ميوزك برينز (الإنجليزية)
- تيدي كوليك على موقع إن إن دي بي (الإنجليزية)
- تيدي كوليك على موقع ديسكوغز (الإنجليزية)

- Interview على يوتيوب by ليون تشارني on The Leon Charney Report